# معركة هردونيا الأولى
معركة هردونيا الأولى (بالإنكليزية: Battle of Herdonia) هي معركة وقعت في عام 212 ق.م خلال الحرب البونيقية الثانية بين الجيش القرطاجي بقيادة حنبعل والروماني بقيادة «بريتور غانيوس فلافيوس فلاكّوس». وقد كانت النتيجة هي هزيمة الرومان واستمرار تقدم حنبعل في أراضي الإمبراطورية الرومانية.

## الحالة الاستراتيجية
كان حنبعل قد دمر الجيش الروماني في معركة سيلاريوس، والتي حدثت في كامبانيا تحت قيادة «ماركوس سينتينيوس». وقد استطاع حنبعل القضاء على كل الجيش الروماني تقريباً محققاً بذلك ثاني أعظم انتصاراته بعد كاناي. ولم يختر بعد ذلك البقاء في كامبانيا لحراسة كابوا ولا المسير غرباً إلى كوماي لمواجهة الجيوش القنصلية بقيادة «كوينتوس فلافيوس فلاكوس» و«أبيوس كلاوديوس بولتشر»، وبدلاً من ذلك قرر المسير شرقاً إلى بوليا.
قرر القنصلان الرومانيان المسير إلى كابوا. بدأ الرومان بعمل استعدادات مدروسة لضمان خطوط المؤن. قاموا بتحصين مدينة «كاسيلينَم» وبناء حصون على نهر الفولتِرن لحراسة خطوط المؤن. وبالمجمل كانت هناك ستة فيالق رومانية وستة فيالق من حلفائهم مستعدون للتحرك باتجاه كابوا.

## المعركة
كان جيش فلافيوس في بوليا غير مدرك لوجود حنبعل في المنطقة حتى أصبح ضمن هردونيا. قرر فلايوس القتال نتيجة لحماسة جنوده الشديدة للمعركة. وربما فاق عدد الجنود القرطاجيين الجنود الرومانيين والذين كان عددهم 18,000. نشر حنبعل قواته في السهل خارج معسكره، في حين أرسل 3,000 من المشاة الخفيفين إلى أقصى جناح الجيش الأيسر للاختباء في الغابات والمزارع في ذلك الاتجاه لمفاجأة الأعداء. وقد أرسل أيضاً 2,000 من النومديين للسيطرة على الطرق خلف جيش فلافيوس، وبذلك يَقطع كل طرق الهرب المحتملة لفلافيوس. ومن الغريب أن فلافيوس لم يُلاحظ حركة القرطاجيين، وهذا يدل على مهارة القادة القرطاجيين وإهمال الرومان. وقد ارتبكت الفيالق الرومانية لأن جيش حنبعل كان يفوقهم عدداً (حتى بعد فصل الـ5,000 جندي عنه). وقد خسر فلافيوس 200 من القبائل الموالية له فوراً بمجرد أن بدأ حنبعل بالهجوم من الجهات الأربع محاصراً الرومان. وقد انتصر حنبعل نصراً ساحقاً، ويُقال أنه قد نجى تقريباً 2,000 جندي روماني فقط. والكمين الذي أعدّه حنبعل لأعدائه في هذه المعركة يُشبه الذي أعدّه في معركة جيرونيوم.